# 列宁大道站 (圣彼得堡地铁)
列寧大道站（羅馬化：Leninsky prospekt）是聖彼得堡地鐵基洛夫－維堡線的一個車站，開通於1977年9月29日。車站名稱來自於同名街道。列寧大道站是一個較淺的車站，深度只有8米。

## 外部連結
- （俄文） Description of the station on Metrowalks.ru
- （俄文） Description of the station on Kommet.spb.ru